# بوهومیل استارنوفسکی
بوهومیل استارنوفسکی (چکی: Bohumil Starnovský؛ زادهٔ ۳ اکتبر ۱۹۵۳) ورزشکار پنج‌گانه مدرن اهل چکسلواکی بود.
وی در مسابقات کشوری و بین‌المللی در مجموع برندهٔ ۱ مدال نقره شده‌است.